# Sirodj Souleymanov
Sirodj Souleymanov (Russia, 1992) è un giocatore di football americano russo naturalizzato francese che gioca nel ruolo di defensive lineman per i Frankfurt Universe.
Dopo aver giocato per le giovanili e la prima squadra dei Le Minotaure de Strasbourg si è trasferito per due stagioni ai Black Panthers de Thonon e in seguito ai tedeschi Stuttgart Scorpions. Dal 2017 gioca per i Frankfurt Universe.

## Palmarès
- 1 EFAF Cup (Black Panthers de Thonon, 2013)
- 2 Casque  de Diamant (Black Panthers de Thonon, 2013, 2014)